# Escolanía de El Escorial
La Escolanía de El Escorial es un coro de alrededor de cuarenta niños que residen y reciben formación académica y musical en Real Monasterio de San Lorenzo de El Escorial.

## Historia
La presencia más antigua de los niños cantores en El Escorial data de 1567, apenas 4 años después de comenzada la construcción del Real Monasterio de San Lorenzo de El Escorial. En ese año ya fundó e instituyó Felipe II un colegio y seminario para niños en el monasterio de Párraces, Segovia, mientras se concluían las obras de El Escorial, de manera que antes de que terminaran las obras ya pudiese tener el Monasterio un grupo de niños preparados para el culto litúrgico de la Basílica así como para el canto. 
Estos niños del seminario eran instruidos en gramática y latinidad así como en música (canto llano principalmente) y estaban encargados de cantar todos los días la Misa del Alba, que se oficiaba por la salud del monarca reinante, en la Basílica; así como la salve tras el rezo de vísperas de la comunidad de monjes del Monasterio. También tenían la obligación de ayudar como acólitos en las misas que se oficiaban en la Basílica. 
Además, en señaladas fiestas, intervenían en los villancicos y danzas que tenían lugar: Navidad, San Lorenzo, San Jerónimo, Corpus... así como en los recibimientos a los Reyes. 
Esta labor e institución se mantuvo a través de los siglos hasta que, con motivo de la desamortización de Mendizábal, los monjes hubieron de cesar en su actividad y la comunidad monacal hubo de abandonar el Monasterio. 
Tras este abandono se restituyó el seminario de la mano del capellán de la reina Isabel II: Antonio Mª Claret (posteriormente obispo y santo), quien creó dentro del seminario una serie de becas para niños que tuvieran cualidades musicales con el fin de poder mantener este grupo de cantores para el decoro litúrgico de la Basílica. 
De nuevo esta institución refundada pasó por distintas vicisitudes que finalizaron con su desaparición y una nueva refundación en 1974, ya de mano de los religiosos Agustinos, con la misma finalidad de siempre: el embellecimiento de la liturgia escurialense. 
En la actualidad la Escolanía está formada por un grupo de cuarenta y cinco niños cantores, cuyas edades oscilan entre los nueve y los quince años. Estos Niños Cantores participan en las funciones más importantes que se celebran en la Basílica de San Lorenzo de El Escorial a lo largo del año (Vísperas y Misa de Navidad, Laudes y Oficios de Semana Santa, misas de las fiestas principales), en oficios locales (Fiesta de la Sagrada Forma de El Escorial y San Lorenzo), y en aquellos relacionados con la Casa Real Española y con la Orden de San Hermenegildo. Cada fin de semana se la puede escuchar en la misa y salve vespertina de los sábados y en la de las 13 h. de los domingos. 
Tiene grabados numerosos discos en su propio sello discográfico (DIES) con música muy diversa. Desde la polifonía del siglo XVI hasta algunas incursiones en el mundo de la música pop como fue su exitoso disco ElBosco que llegó a número uno de las listas de ventas.

## La escolanía en la actualidad
Los Escolanos reciben una esmerada formación musical. Además de la educación de la voz y de las técnicas del canto, cada escolano estudia Lenguaje Musical, Piano ( instrumento que pueden cambiar al terminar su aprendizaje de piano), Historia de la Música, Conjunto Coral y Canto por grupos; asistidos por profesores del Conservatorio P. Antonio Soler y por religiosos de la Comunidad Agustiniana.
Para la formación académica correspondiente a su edad asisten, en calidad de becados, al Real Colegio Alfonso XII. Cada año unos 12 niños acceden a una de las becas que otorga la Escolanía tras valorarse sus aptitudes y cualidades musicales tras pasar una semana de prueba en el verano.
Como actividad complementaria, la Escolanía ofrece varios conciertos anuales en España o en otras naciones. Algunos de ellos ya son tradicionales entre su público más cercano y fiel, como por ejemplo el de Navidad en la Basílica del Real Monasterio de San Lorenzo de El Escorial el 23 de diciembre y el de Semana Santa. 
La solidez en la formación y la calidad de sus interpretaciones, fruto de un gran trabajo, están reflejadas en los discos que tiene grabados con temas propios de su repertorio y en colaboraciones importantes en discos de otros artistas. Sus últimas grabaciones han sido Armonía (2003), In Paradisum (2004) o sus discos con obras de los Maestros de Capilla de El Escorial: y en dulce batalla (2006), Martín de Villanueva 1605 (2006), Navidad (2006), Soler, villancicos (2006), Requiem de Faure. (2007), "Christmas-Nöel-Weihnacht-Navidad" (2007), "Miserere" (2008), "Ninghe-Duérmete" (2008), "Chueca" (2009), "Tenebrae" (2009), "Plenitud Dorada" (2010), "Los Chicos del Coro" (2010), "Festejo de Navidad" (2012), "Cantares" (2015) y "Panamá Viejo" (2017).
Su primer viaje internacional fue a Hungría en 1985 invitados por Endesa. En septiembre de 2003 realizaron una gira por la República de Panamá, invitados por el Consejo Municipal de la Ciudad de Panamá, para participar en los actos conmemorativos del Primer Centenario de la Independencia del país. en 2005 fue invitada por la Fondazione Internazionale di Musica Sacra para cantar en la Capilla Sixtina, ese mismo año, en diciembre, viajaron a Alemania. Y en 2006 volvieron a Roma y a la Ciudad del Vaticano donde cantaron ante el Papa. 
En 2011 actuaron en la JMJ de Madrid ante el Papa Benedicto XVI.
En el curso 2011/12 fueron a Málaga, a Roma y a Asturias.
En el curso 2012/13 fueron a Mallorca, a Jerez de la Frontera y a Disney Land Paris.
En el curso 2013/14 fueron a Almuñécar, y a Londres.
En el curso 2014/15 fueron a Almuñécar de nuevo, a Valencia y a Estados Unidos viajando por primera vez en toda su historia a América.
En el curso 2015/16 repitieron el viaje a Estados Unidos siendo invitados por Ezequiel Menendez (gracias a lo bien que lo hicieron su primera vez) y a Panamá siendo invitados por Juan Carlos Varela para cantar en la ampliación de las esclusas del Canal de Panamá.
En el curso 2016/17 fueron a Francia y a Alemania.
En el curso 2017/18 han ido a Rusia a cantar en uno de los festivales de mayor prestigio internacional y tienen prevista una gira por China.
Han cantado junto a las mejores formaciones musicales de España: Orquesta y Coro Nacional de España, Orfeón Donostiarra, Orquesta y Coro de la CAM, coro de la Universidad Politécnica,  Escolanía de Montserrat, Orquesta y Coro de RTVE, Orquesta Sinfónica de Sevilla, Grupo de Música Alfonso X el Sabio, Real Capilla Escurialense...
Han sido numerosísimas las ocasiones en que han actuado para SS MM los Reyes y otras personalidades tanto españolas como extranjeras, destacando su participación en los funerales de Estado oficiados por Don Juan de Borbón y Doña María de las Mercedes, así como de otros miembros de la Familia Real.

## Discografía
- PANAMÁ VIEJO 2017. Director: José María Abad. Grabado por: Nolasco Contreras y Jimena Quejigo. Productores: Nolasco Contreras, Jimena Quejigo, José María Abad y P. Pedro Alberto Sánchez.
- CANTARES 2015. Director: Gustavo Sánchez. Productores: Lindoro.
- FESTEJO DE NAVIDAD 2012. Director: Gustavo Sánchez. Productores: Tuti Fernández, Gustavo Sánchez, Pedro Alberto Sánchez y José María Herranz.
- LOS CHICOS DEL CORO (PEP’S RECORDS S.L.) 2010. Director: José Barroso. Productor: Fernando Montesinos y Rubén Villanueva.
- PLENITUD DORADA. 2010. Real Capilla Escurialense. Piano: Héctor Eliel Márquez
- TENEBRAE, (DIES) 2009 con la Real Capilla Escurialense. Director: Javier M. Carmena, Productor: J. Rolando García
- CHUECA, (DIES) 2009 Real Capilla Escurialense, Soprano: Elisa Belmonte, Mezzo (Isabel Egea), Piano y dirección: Javier M. Carmena, Producción: J. Rolando García.
- NINGHE, DUÉRMETE, (DIES) 2008 Director: Gustavo Sánchez, Piano: Javier M. Carmena y Alberto Padrón, Producción: J. Rolando García
- MISERERE, (DEUTSCHE GRAMMOPHON) 2008 Dos tiples de la Escolanía colaboran en esta grabación de la Orquesta Sinfónica de Sevilla. Director: Luis Izquierdo
- STABATMATERVIVALDI, (DIES) 2008 Francisco Javier R. Braoljos (Alto). Director y Órgano: Javier M. Carmena, Productor: J. Rolando García.
- CHRISTMAS-NOËL-WEIHNACHT-NAVIDAD, (DIES) 2007 Director: Gustavo Sánchez, Piano: Javier M. Carmena y Alberto Padrón, Percusión: David Mayoral, Productor: J, Rolando García
- REQUIEM FAURÉ, (DIES) 2007 Director: Javier M. Carmena, Piano: Alberto Padrón, Productor: J. Rolando García
- CANTEMOS, (DIES) 2007 Disco recopilatorio
- ASÍ CANTAN LOS CHICOS, (DIES) 2007 Director: Javier M. Carmena, Piano: Alberto Padrón, Producción: J. Rolando García.
- Y EN DULCE BATALLA, (DIES) 2006 Director: Gustavo Sánchez, Arpa: Nuria Llopis, Bajón: Pep Borrás, Órgano: Alberto Padrón, Real Capilla Escurialense. Productor: J. Rolando García
- FRAY MARTÍN DE VILLANUEVA, 1605 (DIES) 2006 Real Capilla Escurialense. Dirección y Producción: J. Rolando García
- ANTONIO SOLER, (GLOSSA) 2005 director: Jacques Ogg, Lyre Baroque Orquestra, Real Capilla Escurialense, Mª Luz, Raquel Andueza, Jordi Doménech, Joan Cabero, Productor: Manuel Mohino
- IN PARADISUM, (DIES) 2004 Director: Lorenzo Ramos, Piano: Alberto Padrón y Javier M. Carmena, Productor: J. Rolando
- EL PODER DE LA RAIZ, (SONY MUSIC) 2004 La Escolanía colabora en un tema de este disco de Navajita Plateá.
- GLORIA, (DIES) 2003 Director: Lorenzo Ramos, Órgano: Javier M. Carmena, Productor: J. Rolando Grabación en directo de un concierto en la Basílica del Monasterio de El Escorial: Gloria de A. Vivaldi
- ARMONÍA, (DIES) 2003 Director: Lorenzo Ramos, Piano: Javier M. Carmena y Alberto Padrón, Productor: J. Rolando
- VOX VERITATIS, (DIES) 2003 Director: Lorenzo Ramos, Piano: Alberto Padrón y Javier M. Carmena, Productor: J. Rolando
- PAN DIVINO, (DIES) 2001 Director: Lorenzo Ramos, Productor: J. Rolando Polifonía Española de los siglos XVI-XVII (Guerrero, Victoria, cancionero de Uppsala)
- KESIA, (UNIVERSAL) 2000 La Escolanía colabora en 2 piezas del primer disco de la cantante KESIA
- TEMPLO (EMI) 1999 La Escolanía colabora en varios temas de este CD de música religiosa en versión POP
- PANIS ANGELICUS, (EMI CLASSICS) 1996 Dirección: José de Felipe, Piano: Lydia Rendon y Anatoli Pouzun, Arpa: Mª Rosa Calvo-Manzano), Producción Luis Cobos y Julián Ruiz
- Elbosco (EMI-HISPAVOX) 1995 Director: José de Felipe. Música de fusión entre Pop y New Age
- PUER NATUS, (EMPE) 1992 Dirección: José de Felipe. Arpa: Mª Rosa Calvo-Manzano, Piano: Mijail Erman. Producción: J. Kurlander A ceremony of Carols (Benjamin Britten) y otros villancicos
- POLIFONÍA MARIANA, (A&B Masterrecord) 1988 [Dirección: Pedro Blanco y José de Felipe, Organista: Paulino González] [Obras de polifonía mariana de todas la épocas (ss XV-XX)]